# هربرت مكدونالد
هربرت مكدونالد هو دراج كندي، (ولد في كولينجوود في كندا 1885 – 1962 م).

## وصلات خارجية
- هربرت مكدونالد على موقع إحصائيات الدراجات الإحترافية (الإنجليزية)
- هربرت مكدونالد على موقع أوليمبيديا (الإنجليزية)